# 이해조
이해조(李海朝, 1869년 2월 27일 ∼1927년 5월 11일)는 일제강점기의 언론인이자 소설가이다. 호는 열재(悅齋), 이열재(怡悅齋), 동농(東濃), 필명으로는 선음자(善飮子), 하관생(遐觀生), 석춘자(惜春子), 신안생(神眼生), 해관자(解觀子), 우산거사(牛山居士)가 있다. 경기도 포천에서 태어났다. 신소설의 창시자로 불린다. 《제국신문》, 《황성신문》, 《매일신보》에 소설을 연재하였다.

## 생애
본관은 전주 이씨, 조선 제16대 임금 인조의 셋째아들인 인평대군의 10대손 이철용(李哲鎔)과 청풍 김씨의 맏아들이다. 1907년 《제국신문》에 입사하고, 대한협회에 가입하여 교육부 사무장을 역임하였다. 이 때부터 《제국신문》에 신소설 《고목화》, 《빈상설》 등을 연재하였고, 1908년에는 《고목화》, 《빈상설》, 《홍도화》, 《구마검》 등의 단행본이 발간되었다. 1910년 《매일신보》에 입사하여 《화세계》, 《화의 혈》, 《옥중화》 등 여러 작품을 《매일신보》에 연재하였다. 1913년 《매일신보》를 퇴사하였고, 1927년 5월 11일 사망하였다.

## 작품 활동
이해조는 신소설의 창시자로서 《제국신문》, 《황성신문》 등에 이름을 밝히지 않고 여러 신소설을 연재하였으며, 쥘 베른의 《인도 왕비의 유산》(Les Cinq cents millions de la Bégum)을 일본어 번역을 중역하여 《철세계》로 번역하기도 하였다. 특히 《춘향전》, 《심청전》, 《별주부전》 등의 소설을 《옥중화》, 《강상련》, 《토의 간》 등의 신소설로 고쳐 썼다. 1908년 12월부터 이듬해 2월까지 《제국신문》에 연재하여 1911년 단행본으로 발간된 《쌍옥적》은 한국 최초의 ‘정탐 소설’, 즉 추리 소설로 불린다. 그 밖의 대표작으로는 《월하가인》, 《탄금대》, 《봉선화》 등이 있다.